# 马洛巴乌德斯
马洛鲍德斯（拉丁語：Mallobaudes）（?—383年），373年－378年在位，法兰克国王。
在354年，他是一个高卢罗马军队的武裝護民官，那时他曾在355年在西拉篡夺权力，但没能成功地代表自己介入它。马洛鲍德斯被罗马皇帝格拉提安任命自理民政事务和罗马高卢军队的第二统帅，在378年，他在阿金塔里亚(Argentaria)（靠近现在的科尔马）击败了阿勒曼尼人的国王普里亚留斯。 在380年，他杀了布西诺班德斯的国王马克连和马克连的罗马盟友，因为他入侵了法兰克人的领地。马洛鲍德斯在马克西穆斯反叛并刺杀格拉提安后不久死亡。
| 前任： ? | 法兰克国王 | 继任： 格诺鲍德和松诺 |